# Ljuban' (Oblast' di Leningrado)
Ljuban', in russo Любань, è una cittadina della Russia situata nell'Oblast' di Leningrado sulle rive del fiume Tigoda, a circa 85 chilometri a sud est di San Pietroburgo. Le prime notizie risalgono al 1449, ma ricevuto lo status di città solo nel 1912.